# Giải Oscar lần thứ 82
Lễ trao giải Oscar lần thứ 82 của Viện Hàn lâm Khoa học và Nghệ thuật Điện ảnh (AMPAS) nhằm tuyên dương những bộ phim điện ảnh xuất sắc nhất trong năm 2009 được tổ chức vào ngày 7 tháng 3 năm 2010, tại Rạp Kodak (nay là Dolby Theatre tại Trung tâm Hollywood & Highland) số 6801 đường Hollywood, khu Hollywood, Los Angeles, California, Hoa Kỳ. Chương trình bắt đầu vào lúc 17:30 giờ PST / 20:30 giờ EST (08:30 Giờ chuẩn Đông Nam Á, ngày 8 tháng 3). Lễ trao giải lần này được tổ chức vào tháng ba, khác với những buổi lễ các năm trước là vào cuối tháng hai, để tránh trùng với sự kiện Thế vận hội Mùa đông 2010. Trong buổi lễ, Viện Hàn lâm đã nêu danh sách đề cử và chiến thắng Giải thưởng Viện Hàn lâm (còn gọi là Giải Oscar) về 24 hạng mục. Buổi lễ được truyền hình trực tiếp tại Hoa Kỳ bởi đài truyền hình ABC. Dẫn chương trình là hai diễn viên Alec Baldwin và Steve Martin. Đây là lần thứ ba Martin dẫn chương trình lễ trao giải Oscar, trước đó ông đã tham gia dẫn chương trình tại Giải Oscar lần thứ 73 và Giải Oscar lần thứ 75; đây cũng là lần đầu tiên Baldwin dẫn chương trình này. Kể từ Giải Oscar lần thứ 59, lễ trao giải Oscar lần thứ 82 là lần đầu tiên có sự tham gia dẫn chương trình của nhiều người.
Ngày 24 tháng 6 năm 2009, chủ tịch Viện Hàn lâm Sid Ganis tuyên bố trong một hội nghị báo chí rằng, để đón nhận sự quan tâm của khán giả đến các giải thưởng, lễ Oscar năm 2010 sẽ bao gồm 10 đề cử Giải Oscar cho phim xuất sắc nhất thay vì chỉ là 5, lần đầu tiên kể từ Giải Oscar lần thứ 16 (tổ chức năm 1944). Ngày 20 tháng 2 năm 2010, trong một buổi lễ tại khách sạn Beverly Wilshire, Beverly Hills, California, Giải thưởng Viện Hàn lâm cho Thành tựu Kỹ thuật đã được tổ chức với người dẫn chương trình là Elizabeth Banks.
The Hurt Locker chiến thắng tại 6 hạng mục, gồm có Phim xuất sắc nhất, Đạo diễn xuất sắc nhất cho Kathryn Bigelow, người phụ nữ đầu tiên nhận được giải Oscar cho Đạo diễn xuất sắc nhất. Những bộ phim khác cũng chiến thắng tại lễ trao giải lần này là Avatar tại ba hạng mục, Crazy Heart, Precious: Based on the Novel "Push" by Sapphire, và Up, tại hai hạng mục, và The Cove, Inglourious Basterds, The Blind Side, Logorama, Music by Prudence, The New Tenants, The Secret in Their Eyes, Star Trek, và The Young Victoria tại một hạng mục. Gần 42 triệu người (tại Bắc Mỹ) đã theo dõi buổi lễ lần này, khiến lễ trao giải Oscar lần thứ 82 trở thành một trong những buổi lễ Oscar có số lượng người xem đông đảo nhất kể từ Giải Oscar lần thứ 77 vào năm 2005.

## Đề cử và chiến thắng
Danh sách đề cử giải được công bố vào lúc 5:38 giờ PST (13:38 giờ UTC) ngày 2 tháng 2 năm 2010, tại Nhà hát Samuel Goldwyn ở Beverly Hills, California, bởi Tom Sherak, Chủ tịch Viện Hàn lâm, và diễn viên Anne Hathaway.
Hai phim có nhiều đề cử nhất là Avatar và The Hurt Locker, với 9 đề cử cho mỗi phim. Những bộ phim chiến thắng tại Giải lần này đã được công bố trong buổi Lễ vào ngày 7 tháng 3 năm 2010.

### Giải thưởng
Những phim chiến thắng tại từng hạng mục được đưa lên đầu và in đậm.
| Phim xuất sắc nhất | Đạo diễn xuất sắc nhất |
| --- | --- |

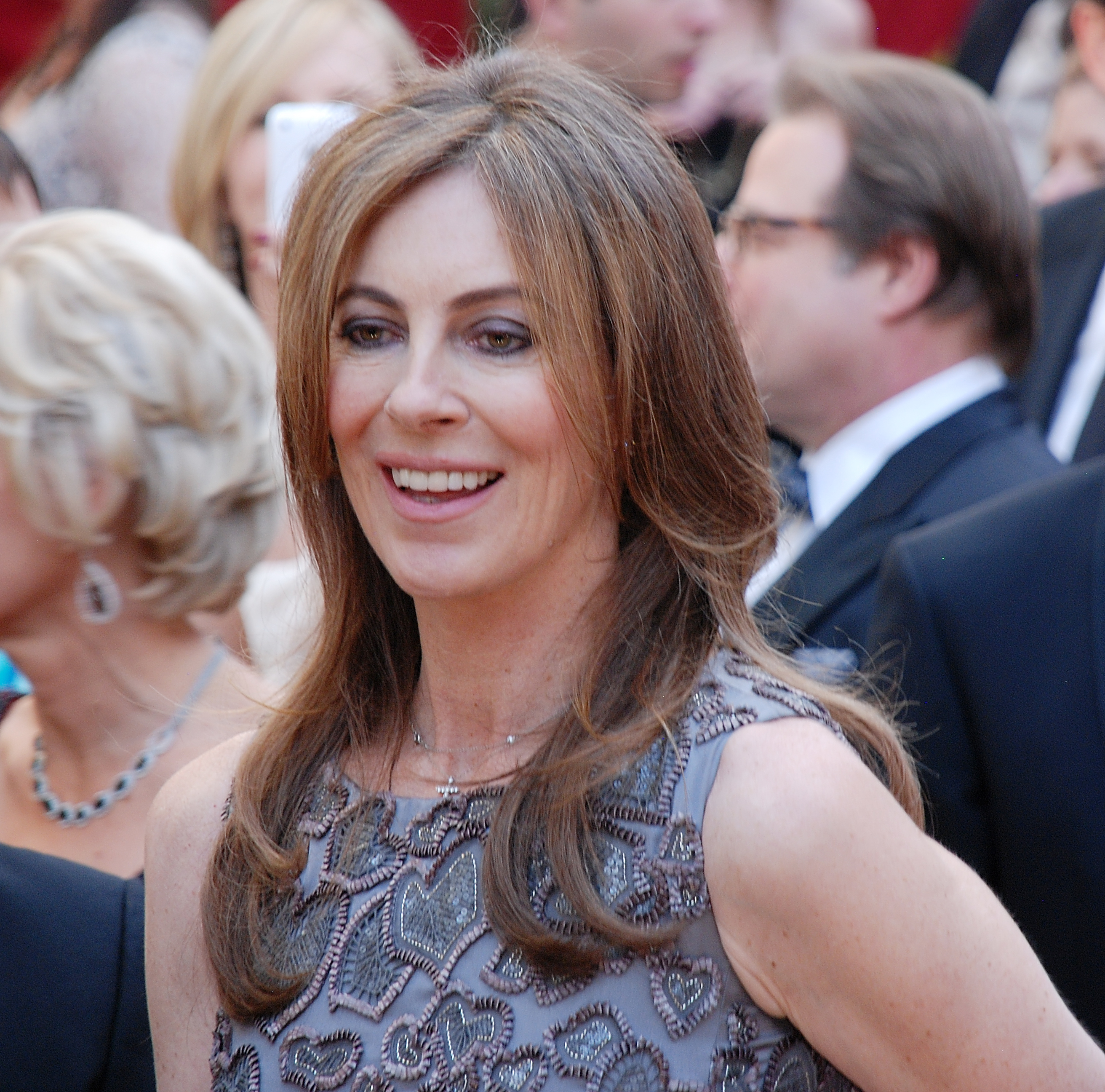
Kathryn Bigelow, Đạo diễn xuất sắc nhất

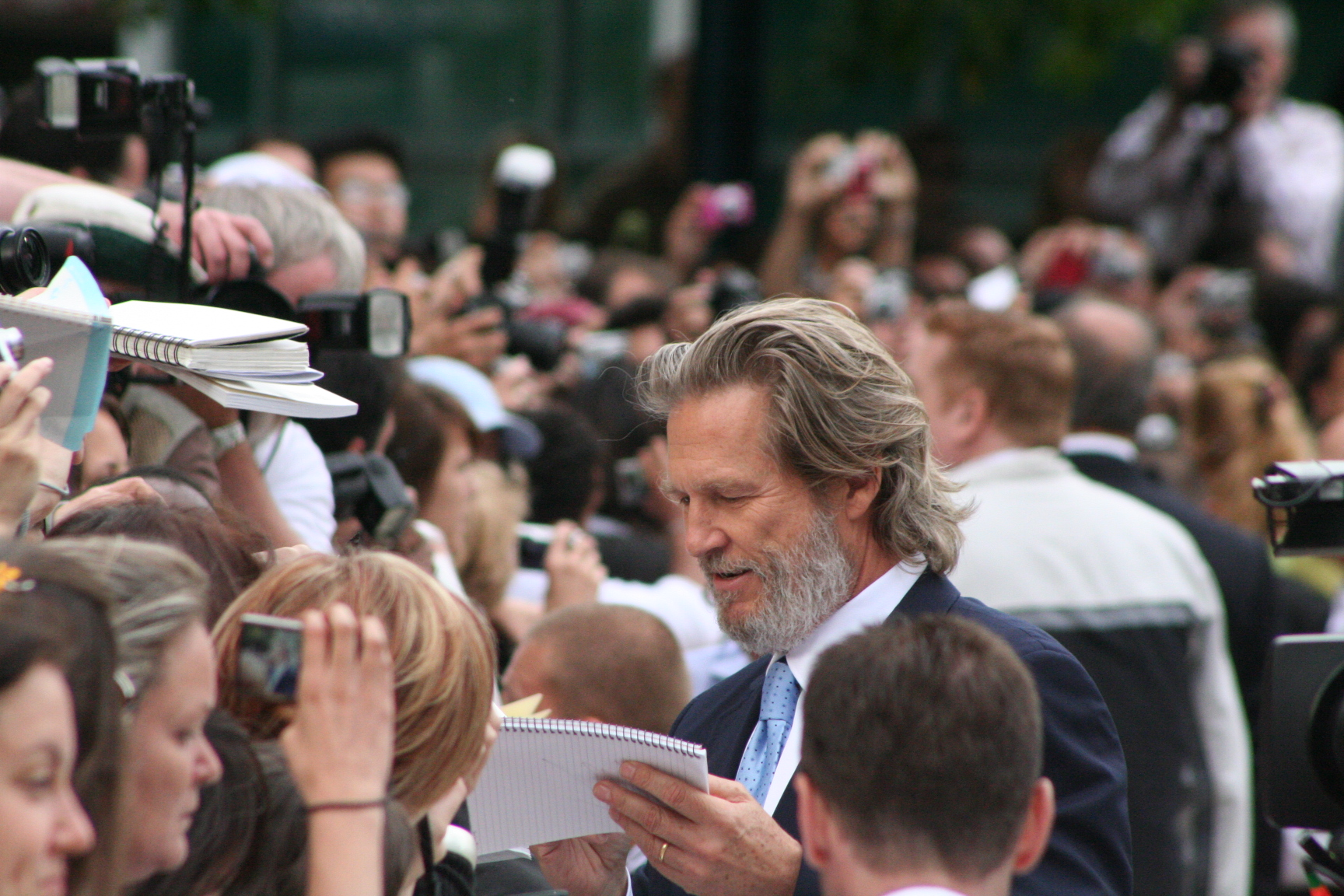
Jeff Bridges, nam diễn viên chính xuất sắc nhất

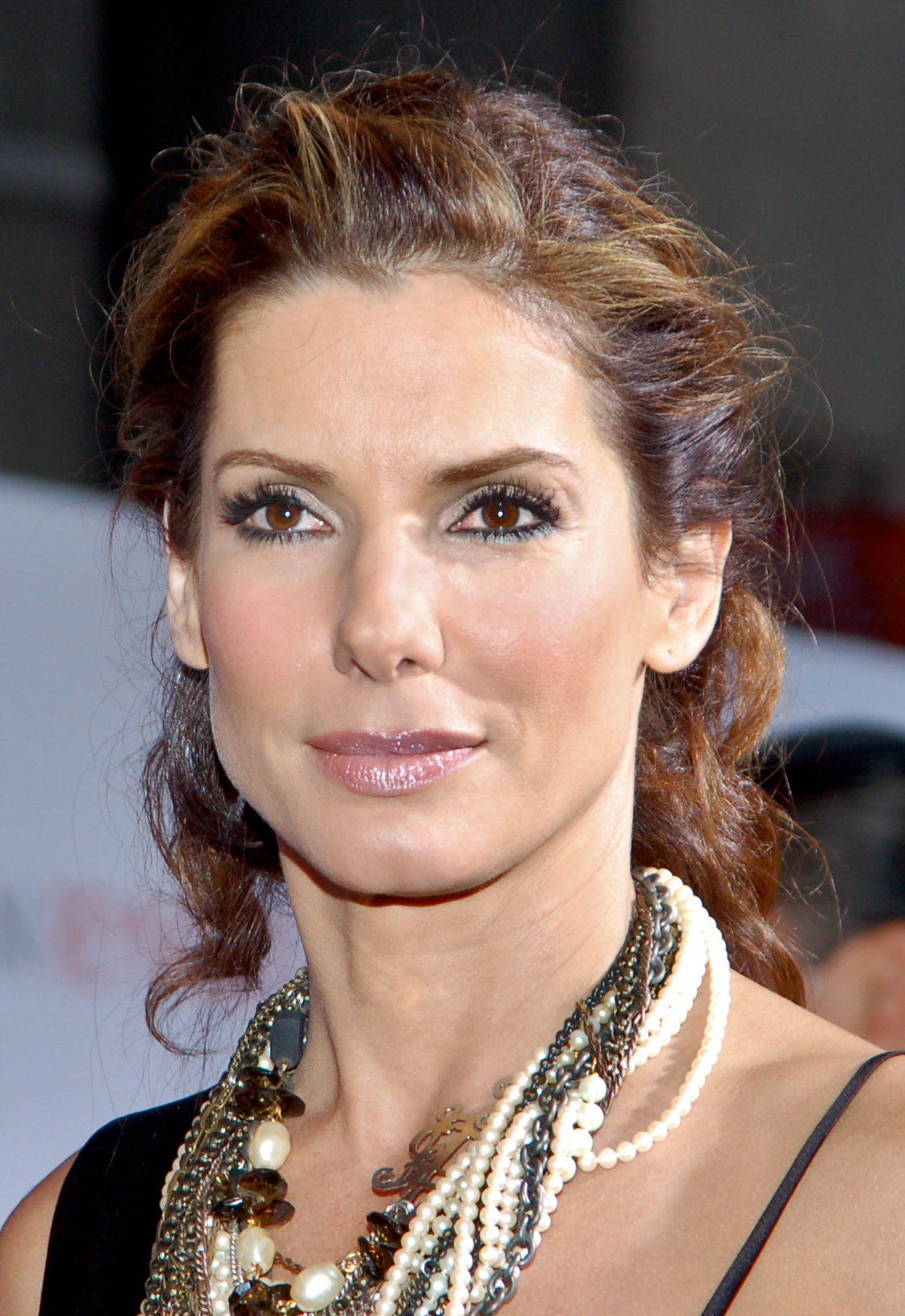
Sandra Bullock, nữ diễn viên chính xuất sắc nhất

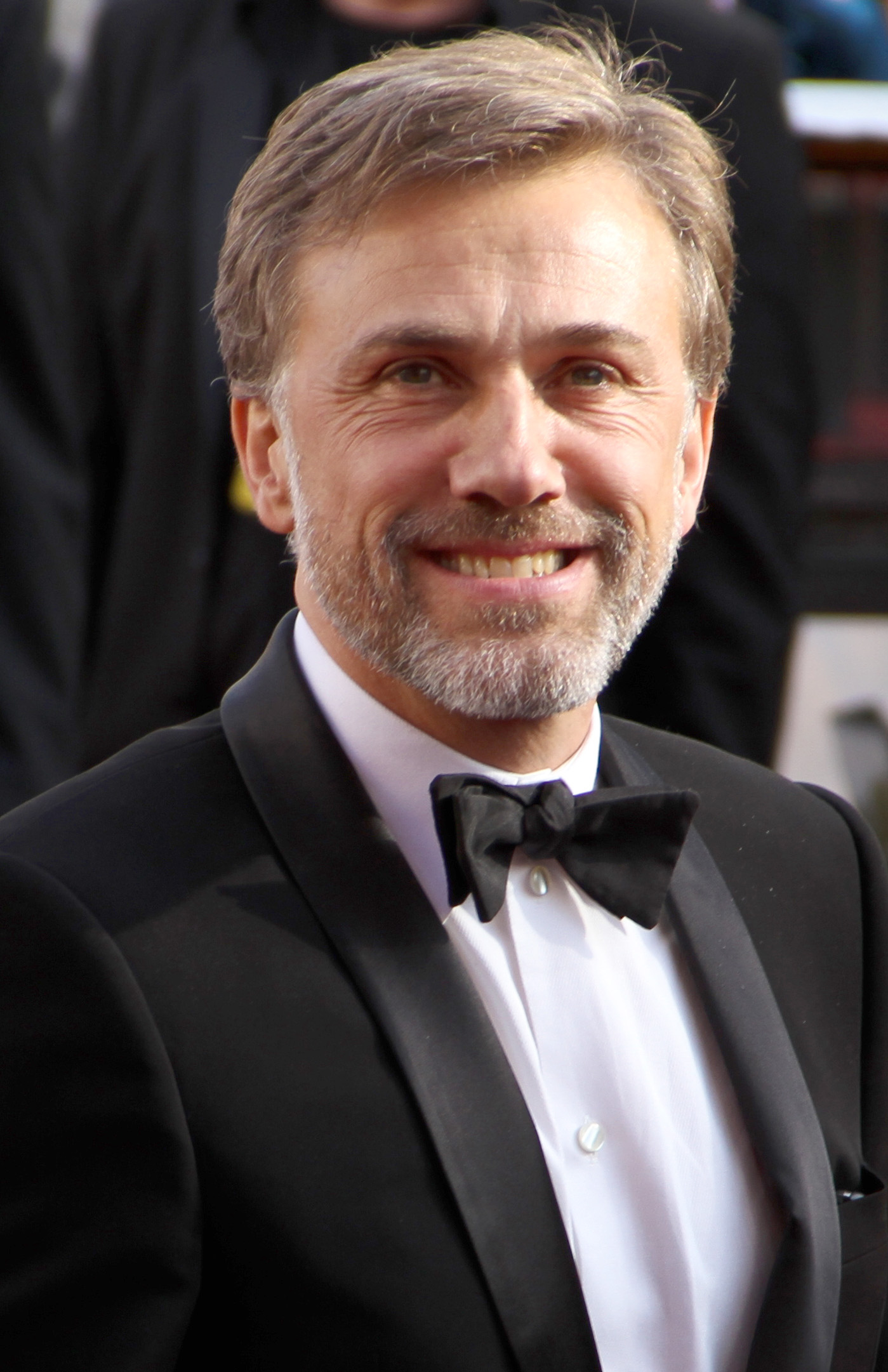
Christoph Waltz, nam diễn viên phụ xuất sắc nhất

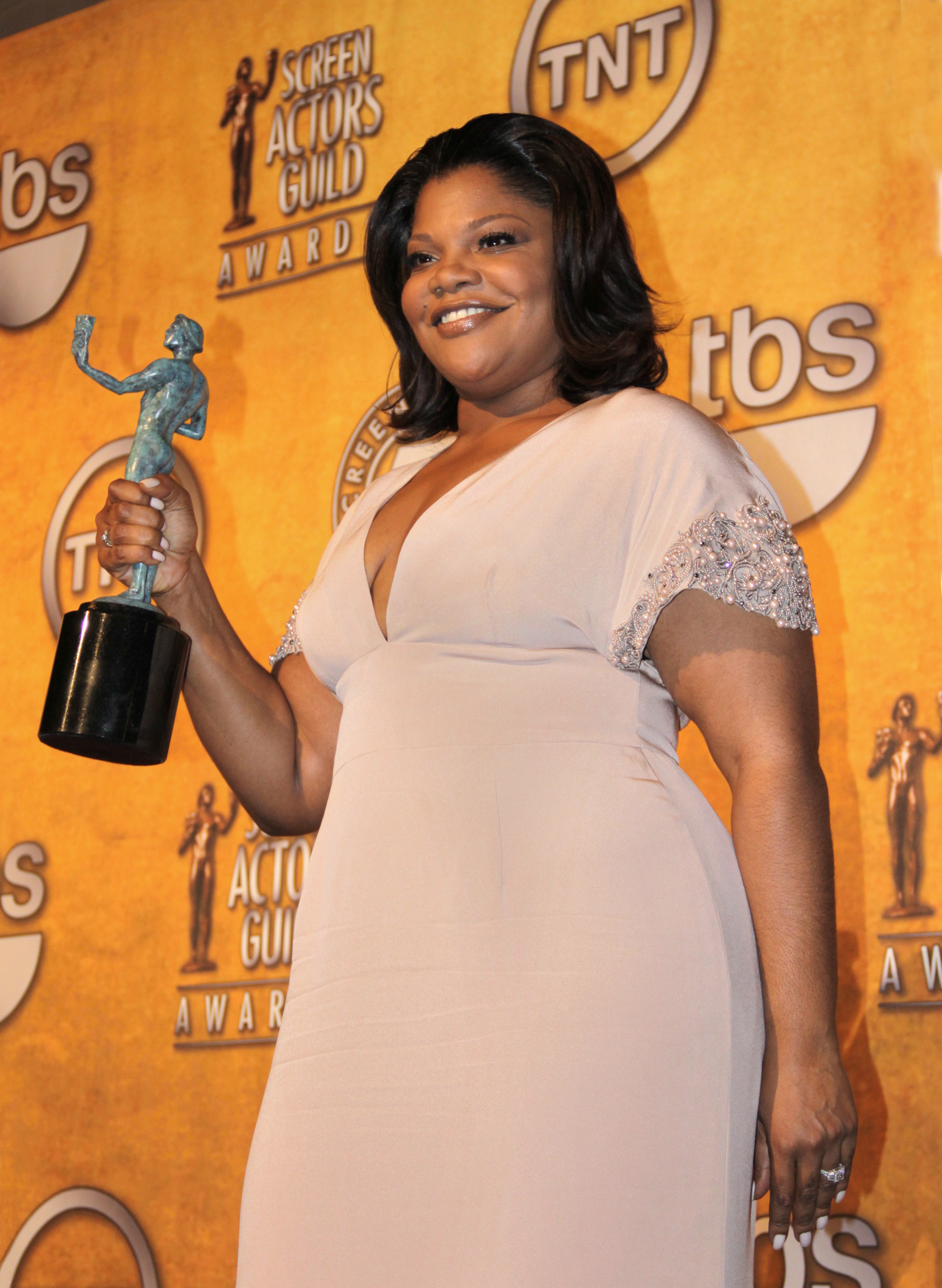
Mo'Nique, nữ diễn viên phụ xuất sắc nhất

| - The Hurt Locker – Kathryn Bigelow, Mark Boal, Nicolas Chartier và Greg Shapiro - Avatar – James Cameron và Jon Landau - The Blind Side – Gil Netter, Andrew A. Kosove và Broderick Johnson - District 9 – Peter Jackson và Carolynne Cunningham - An Education – Finola Dwyer và Amanda Posey - Inglourious Basterds – Lawrence Bender - Precious: Based on the Novel "Push" by Sapphire – Lee Daniels, Sarah Siegel-Magness và Gary Magness - A Serious Man – Ethan Coen và Joel Coen - Up – Jonas Rivera - Up in the Air – Daniel Dubiecki, Ivan Reitman và Jason Reitman | - Kathryn Bigelow – The Hurt Locker - James Cameron – Avatar - Lee Daniels – Precious: Based on the Novel "Push" by Sapphire - Jason Reitman– Up in the Air - Quentin Tarantino – Inglourious Basterds |
| Nam diễn viên chính xuất sắc nhất | Nữ diễn viên chính xuất sắc nhất |
| - Jeff Bridges – Crazy Heart trong vai Otis "Bad" Blake - George Clooney – Up in the Air trong vai Ryan Bingham - Colin Firth – A Single Man trong vai George Falconer - Morgan Freeman – Invictus trong vai Nelson Mandela - Jeremy Renner – The Hurt Locker trong vai SFC. William James | - Sandra Bullock – The Blind Side trong vai Leigh Anne Tuohy - Helen Mirren – The Last Station trong vai Sophia Tolstaya - Carey Mulligan – An Education trong vai Jenny Mellor - Gabourey Sidibe – Precious: Based on the Novel "Push" by Sapphire trong vai Precious Jones - Meryl Streep – Julie & Julia trong vai Julia Child |
| Nam diễn viên phụ xuất sắc nhất | Nữ diễn viên phụ xuất sắc nhất |
| - Christoph Waltz – Inglourious Basterds trong vai SS Col. Hans Landa - Matt Damon – Invictus trong vai François Pienaar - Woody Harrelson – The Messenger trong vai Cpt. Tony Stone - Christopher Plummer – The Last Station trong vai Leo Tolstoy - Stanley Tucci – The Lovely Bones trong vai George Harvey | - Mo'Nique – Precious: Based on the Novel "Push" by Sapphire trong vai Mary Lee Johnston - Penélope Cruz – Nine trong vai Carla Albanese - Vera Farmiga – Up in the Air trong vai Alex Goran - Maggie Gyllenhaal – Crazy Heart trong vai Jean Craddock - Anna Kendrick – Up in the Air trong vai Natalie Keener |
| Kịch bản gốc xuất sắc nhất | Kịch bản chuyển thể xuất sắc nhất |
| - The Hurt Locker – Mark Boal - Inglourious Basterds – Quentin Tarantino - The Messenger – Alessandro Camon và Oren Moverman - A Serious Man – Joel Coen và Ethan Coen - Up – Tom McCarthy, Bob Peterson và Pete Docter | - Precious: Based on the Novel "Push" by Sapphire – Geoffrey Fletcher từ Push của Sapphire - District 9 – Neill Blomkamp và Terri Tatchell từ Alive in Joburg của Blomkamp - An Education – Nick Hornby từ An Education của Lynn Barber - In the Loop – Jesse Armstrong, Simon Blackwell, Armando Iannucci và Tony Roche từ The Thick of It của Iannucci - Up in the Air – Jason Reitman và Sheldon Turner từ Up in the Air của Walter Kirn |
| Phim hoạt hình hay nhất | Phim ngoại ngữ hay nhất |
| - Up – Pete Docter - Coraline – Henry Selick - Fantastic Mr. Fox – Wes Anderson - The Princess và the Frog – Ron Clements và John Musker - The Secret of Kells – Tomm Moore | - The Secret in Their Eyes (Argentina) nói tiếng Tây Ban Nha – Juan José Campanella - Ajami (Israel) nói tiếng Ả Rập và tiếng Hebrew – Scandar Copti và Yaron Shani - The Milk of Sorrow (Peru) nói tiếng Tây Ban Nha và tiếng Quechua – Claudia Llosa - A Prophet (Pháp) nói tiếng Pháp, tiếng Corsican và tiếng Ả Rập – Jacques Audiard - The White Ribbon (Đức) nói tiếng Đức – Michael Haneke                                           |
| Phim tài liệu hay nhất | Phim tài liệu ngắn hay nhất |
| - The Cove – Louie Psihoyos và Fisher Stevens - Burma VJ – Anders Østergaard và Lise Lense-Møller - Food, Inc. – Robert Kenner và Elise Pearlstein - The Most Dangerous Man in America: Daniel Ellsberg và the Pentagon Papers – Judith Ehrlich và Rick Goldsmith - Which Way Home – Rebecca Cammisa | - Music by Prudence – Roger Ross Williams và Elinor Burkett - China's Unnatural Disaster: The Tears of Sichuan Province – Jon Alpert và Matthew O'Neill - The Last Campaign of Governor Booth Gardner – Daniel Junge và Henry Ansbacher - The Last Truck: Closing of a GM Plant – Steven Bognar và Julia Reichert - Rabbit à la Berlin – Bartosz Konopka và Anna Wydra                                                                      |
| Phim ngắn hay nhất | Phim hoạt hình ngắn hay nhất |
| - The New Tenants – Joachim Back và Tivi Magnusson - The Door – Juanita Wilson và James Flynn - Instead of Abracadabra – Patrik Eklund và Mathias Fjellström - Kavi – Gregg Helvey - Miracle Fish – Luke Doolan và Drew Bailey | - Logorama – Nicolas Schmerkin - French Roast – Fabrice O. Joubert - Granny O'Grimm's Sleeping Beauty – Nicky Phelan và Darragh O'Connell - The Lady và the Reaper – Javier Recio Gracia - A Matter of Loaf và Death – Nick Park |
| Nhạc phim hay nhất | Ca khúc trong phim hay nhất |
| - Up – Michael Giacchino - Avatar – James Horner - Fantastic Mr. Fox – Alexandre Desplat - The Hurt Locker – Marco Beltrami và Buck Sanders - Sherlock Holmes – Hans Zimmer | - "The Weary Kind" trong phim Crazy Heart – Ryan Bingham và T-Bone Burnett - "Almost There" trong phim The Princess và the Frog – Randy Newman - "Down in New Orleans" trong phim The Princess và the Frog – Randy Newman - "Loin de Paname" trong phim Paris 36 – Reinhardt Wagner và Frank Thomas - "Take it All" trong phim Nine – Maury Yeston                                                                                          |
| Biên tập âm thanh xuất sắc nhất | Âm thanh xuất sắc nhất |
| - The Hurt Locker – Paul N.J. Ottosson - Avatar – Christopher Boyes và Gwendolyn Yates Whittle - Inglourious Basterds – Wylie Stateman - Star Trek – Mark Stoeckinger và Alan Rankin - Up – Michael Silvers và Tom Myers | - The Hurt Locker – Paul N.J. Ottosson và Ray Beckett - Avatar – Christopher Boyes, Gary Summers, Andy Nelson và Tony Johnson - Inglourious Basterds – Michael Minkler, Tony Lamberti và Mark Ulano - Star Trek – Anna Behlmer, Andy Nelson và Peter J. Devlin - Transformers: Revenge of the Fallen – Greg P. Russell, Gary Summers và Geoffrey Patterson                                                                                  |
| Chỉ đạo nghệ thuật xuất sắc nhất | Quay phim xuất sắc nhất |
| - Avatar – Chỉ đạo nghệ thuật: Rick Carter và Robert Stromberg; Thiết kế trường quay: Kim Sinclair - The Imaginarium of Doctor Parnassus – Chỉ đạo nghệ thuật: Dave Warren và Anastasia Masaro; Thiết kế trường quay: Caroline Smith - Nine – Chỉ đạo nghệ thuật: John Myhre; Thiết kế trường quay: Gordon Sim - Sherlock Holmes – Chỉ đạo nghệ thuật: Sarah Greenwood; Thiết kế trường quay: Katie Spencer - The Young Victoria – Chỉ đạo nghệ thuật: Patrice Vermette; Thiết kế trường quay: Maggie Gray                                                                    | - Avatar – Mauro Fiore - Harry Potter và the Half-Blood Prince – Bruno Delbonnel - The Hurt Locker – Barry Ackroyd - Inglourious Basterds – Robert Richardson - The White Ribbon – Christian Berger |
| Hóa trang xuất sắc nhất | Thiết kế trang phục xuất sắc nhất |
| - Star Trek – Barney Burman, Mindy Hall và Joel Harlow - Il Divo – Aldo Signoretti và Vittorio Sodano - The Young Victoria – Jon Henry Gordon và Jenny Shircore | - The Young Victoria – Sandy Powell - Bright Star – Janet Patterson - Coco Before Chanel – Catherine Leterrier - The Imaginarium of Doctor Parnassus – Monique Prudhomme - Nine – Colleen Atwood |
| Biên tập xuất sắc nhất | Kỹ xảo xuất sắc nhất |
| - The Hurt Locker – Chris Innis và Bob Murawski - Avatar – James Cameron, John Refoua và Stephen E. Rivkin - District 9 – Julian Clarke - Inglourious Basterds – Sally Menke - Precious: Based on the Novel "Push" by Sapphire – Joe Klotz | - Avatar – Joe Letteri, Stephen Rosenbaum, Richard Baneham và Andrew R. Jones - District 9 – Dan Kaufman, Peter Muyzers, Robert Habros và Matt Aitken - Star Trek – Roger Guyett, Russell Earl, Paul Kavanagh và Burt Dalton |

### Giải Oscar danh dự
Viện Hàn lâm tổ chức Governors Awards lần đầu tiên vào ngày 14 tháng 11 năm 2009. Trong buổi lễ, đã có những giải sau được trao:

#### Giải Oscar danh dự
- Lauren Bacall
- Roger Corman
- Gordon Willis

#### Giải Tưởng nhớ Irving G. Thalberg
- John Calley

## Các phim nhận được nhiều đề cử và chiến thắng tại nhiều hạng mục
| 22 phim sau đã nhận được hơn một đề cử: - Chín: Avatar và The Hurt Locker - Tám: Inglourious Basterds - Sáu: Precious: Based on the Novel "Push" by Sapphire và Up in the Air - Năm: Up - Bốn: District 9, Nine, và Star Trek - Ba: An Education, Crazy Heart, The Princess and the Frog, và The Young Victoria - Hai: A Serious Man, The Blind Side, Fantastic Mr. Fox, Invictus, The Imaginarium of Doctor Parnassus, The Last Station, The Messenger, Sherlock Holmes, và The White Ribbon | 5 phim sau đã chiến thắng tại hơn một hạng mục: - Sáu: The Hurt Locker - Ba: Avatar - Hai: Crazy Heart, Precious: Based on the Novel "Push" by Sapphire, và Up |

## Những người trao giải và biểu diễn
Những người sau đây giải cho các giải thưởng hoặc trình bày âm nhạc/biểu diễn nhạc cụ:

### Người trao giải
| Tên | Xuất hiện trong vai |
| --- | --- |
| Gina Tuttle                                                                                             | Bình luận viên của Giải Oscar lần thứ 82                                                                                             |
| Penélope Cruz                                                                                           | Người trao giải cho Giải Oscar cho nam diễn viên phụ xuất sắc nhất                                                                   |
| Ryan Reynolds                                                                                           | Người trao giải cho The Blind Side trong hạng mục Phim xuất sắc nhất                                                                 |
| Steve Carrell Cameron Diaz                                                                              | Những người trao giải cho Giải Oscar cho phim hoạt hình hay nhất                                                                     |
| Miley Cyrus Amanda Seyfried                                                                             | Những người trao giải cho Giải Oscar cho ca khúc trong phim hay nhất                                                                 |
| Chris Pine                                                                                              | Người trao giải cho District 9 trong hạng mục Phim xuất sắc nhất                                                                     |
| Robert Downey, Jr. Tina Fey                                                                             | Những người trao giải cho Giải Oscar cho kịch bản gốc xuất sắc nhất                                                                  |
| Matthew Broderick Jon Cryer Macaulay Culkin Anthony Michael Hall Judd Nelson Molly Ringwald Ally Sheedy | Những người trao giải trong phần tưởng nhớ John Hughes                                                                               |
| Samuel L. Jackson                                                                                       | Người trao giải cho Up trong hạng mục Phim xuất sắc nhất                                                                             |
| Carey Mulligan Zoe Saldana                                                                              | Những người trao giải cho Giải Oscar cho phim hoạt hình ngắn, Giải Oscar cho phim tài liệu ngắn hay nhất và Giải Oscar cho phim ngắn |
| Ben Stiller                                                                                             | Người trao giải cho Giải Oscar cho hóa trang xuất sắc nhất                                                                           |
| Jeff Bridges                                                                                            | Người trao giải cho A Serious Man trong hạng mục Phim xuất sắc nhất                                                                  |
| Jake Gyllenhaal Rachel McAdams                                                                          | Những người trao giải cho Giải Oscar cho kịch bản chuyển thể xuất sắc nhất                                                           |
| Queen Latifah                                                                                           | Người trao giải cho các Giải Oscar danh dự và Giải Tưởng nhớ Irving G. Thalberg                                                      |
| Robin Williams                                                                                          | Người trao giải cho Giải Oscar cho nữ diễn viên phụ xuất sắc nhất                                                                    |
| Colin Firth                                                                                             | Người trao giải cho An Education trong hạng mục Phim xuất sắc nhất                                                                   |
| Sigourney Weaver                                                                                        | Người trao giải cho Giải Oscar cho chỉ đạo nghệ thuật xuất sắc nhất                                                                  |
| Tom Ford Sarah Jessica Parker                                                                           | Những người trao giải cho Giải Oscar cho thiết kế trang phục                                                                         |
| Charlize Theron                                                                                         | Người trao giải cho Precious: Based on the Novel "Push" by Sapphire trong hạng mục Phim xuất sắc nhất                                |
| Taylor Lautner Kristen Stewart                                                                          | Những người trao giải cho màn trình diễn mở đầu của các phim kinh dị                                                                 |
| Zac Efron Anna Kendrick                                                                                 | Những người trao giải cho Giải Oscar cho biên tập âm thanh xuất sắc nhất và Giải Oscar cho hòa âm hay nhất                           |
| Elizabeth Banks                                                                                         | Người trao giải cho Giải thưởng Viện Hàn lâm cho Thành tựu Kỹ thuật và Giải Gordon E. Sawyer                                         |
| John Travolta                                                                                           | Người trao giải cho Inglourious Basterds trong hạng mục Phim xuất sắc nhất                                                           |
| Sandra Bullock                                                                                          | Người trao giải cho Giải Oscar cho quay phim xuất sắc nhất                                                                           |
| Demi Moore                                                                                              | Người trao giải cho phần tưởng nhớ In Memoriam                                                                                       |
| Jennifer Lopez Sam Worthington                                                                          | Những người trao giải cho Giải Oscar cho nhạc phim hay nhất                                                                          |
| Bradley Cooper Gerard Butler                                                                            | Những người trao giải cho Giải Oscar cho kỹ xảo                                                                                      |
| Jason Bateman                                                                                           | Người trao giải cho Up in the Air trong hạng mục Phim xuất sắc nhất                                                                  |
| Matt Damon                                                                                              | Người trao giải cho Giải Oscar cho phim tài liệu hay nhất                                                                            |
| Tyler Perry                                                                                             | Người trao giải cho Giải Oscar cho biên tập                                                                                          |
| Keanu Reeves                                                                                            | Người trao giải cho The Hurt Locker trong hạng mục Phim xuất sắc nhất                                                                |
| Pedro Almodóvar Quentin Tarantino                                                                       | Những người trao giải cho Giải Oscar cho phim ngoại ngữ hay nhất                                                                     |
| Kathy Bates                                                                                             | Người trao giải cho Avatar trong hạng mục Phim xuất sắc nhất                                                                         |
| Vera Farmiga Colin Farrell Julianne Moore Michelle Pfeiffer Tim Robbins Kate Winslet                    | Những người trao giải cho Giải Oscar cho nam diễn viên chính xuất sắc nhất                                                           |
| Sean Penn Peter Sarsgaard Michael Sheen Stanley Tucci Forrest Whitaker Oprah Winfrey                    | Những người trao giải cho Giải Oscar cho nữ diễn viên chính xuất sắc nhất                                                            |
| Barbra Streisand                                                                                        | Người trao giải cho Giải Oscar cho đạo diễn xuất sắc nhất                                                                            |
| Tom Hanks                                                                                               | Người trao giải cho Giải Oscar cho phim xuất sắc nhất                                                                                |

### Người biểu diễn
| Tên                 | Xuất hiện trong vai | Biểu diễn                                                       |
| ------------------- | ------------------- | --------------------------------------------------------------- |
| Marc Shaiman        | Sắp xếp âm thanh    | Dàn nhạc giao hưởng                                             |
| Harold Wheeler      | Nhạc trưởng         | Dàn nhạc giao hưởng                                             |
| Neil Patrick Harris | Người biểu diễn     | Phần mở đầu                                                     |
| James Taylor        | Người biểu diễn     | "In My Life" trong phần tưởng nhớ "In Memoriam" thường niên     |
| Quân đoàn vũ công   | Người biểu diễn     | Biểu diễn múa theo nhạc của các bài từ đề cử Nhạc phim hay nhất |

## Thông tin buổi lễ
Vì số lượng người theo dõi các buổi lễ Oscar trước đó có xu hướng giảm, Viện Hàn lâm đã tìm kiếm ý tưởng để cải tổ chương trình, cùng với việc đổi mới sự quan tâm của khán giả với các bộ phim đã được đề cử. Sau lễ trao giải Oscar năm trước đó, với lượng người xem tăng 13%, nhiều chuyên gia ở Viện Hàn lâm đã đề xuất những cách mới để thu hút nhiều hơn nữa sự chú ý của khán giả cho các giải thưởng Oscar. Chủ tịch AMPAS lúc này là Sid Ganis tuyên bố rằng, lễ trao giải lần này sẽ gồm 10 phim được đề cử tại hạng mục Phim xuất sắc nhất, thay vì chỉ có 5 phim theo truyền thống. Việc mở rộng này là một bước lùi của Viện Hàn lâm, về những năm 1930 và 1940, khi đó đã có từ tám đến mười phim nằm trong danh sách đề cử mỗi năm. "Có 10 phim trong đề cử Phim xuất sắc nhất sẽ cho phép các giám khảo của Viện Hàn lâm đánh giá bao gồm cả những bộ phim tuyệt vời thường có mặt trong những hạng mục khác, nhưng đã bị loại bỏ khỏi cuộc đua tranh giành vị trí cao nhất," Sid Ganis đã nói trong một hội nghị báo chí. "Tôi không thể đợi được đến lúc được xem danh sách đó, gồm mười ứng viên, sẽ được công bố vào tháng hai." Ganis cũng nói thêm rằng việc thay đổi số lượng đề cử sẽ gây khó khăn cho việc tìm được một phim chiến thắng rõ ràng, vì thế hệ thống bầu chọn đã được chuyển từ kiểu chọn phim ưa thích nhất sang xếp các phim theo thứ tự từ thích nhất đến không thích nhất (bầu cử thay thế).
Vũ công Adam Shankman và Bill Mechanic được thuê làm nhà sản xuất cho buổi lễ. Shankman cho biết trong một cuộc phỏng vấn trước đó, trong chương trình Fresh Air của National Public Radio rằng ông và Mechanic lúc đầu đã chọn Sacha Baron Cohen làm người dẫn chươg trình, nhưng Viện Hàn lâm đã từ chối yêu cầu này.
Năm diễn viên có liên quan đến các phim đề cử được mời đại diện cho các giải Nam diễn viên chính và Nữ diễn viên chính. Shankman và Mechanic cho biết rằng họ muốn rút ngắn thời gian thu hình lại. Hầu hết những người trao giải giới thiệu những phim/người chiến thắng bằng câu "Và phim/người chiến thắng là..." thay vì "Và giải Oscar thuộc về..." như lần đầu tiên từ năm 1988. Viện Hàn lâm không đưa ra lý do gì khi chuyển về câu tuyên bố đã có lần gây cho những ứng viên khác sự bẽ mặt; tuy nhiên rõ ràng Viện đã đồng ý với ý định của Shankman và Mechanic về việc chuyển về câu tuyên bố trước đây.

### Bầu chọn và sơ kết
Lần đầu tiên kể từ năm 2003, khung dành cho các ứng viên sáng giá có ít nhất một phim bom tấn công chiếu tại Hoa Kỳ và Canada. Năm trong số những phim trong đề cử đã đạt doanh thu trên 100 triệu đôla Mỹ trước khi danh sách đề cử được công bố. Nhiều nhà phê bình, nhà báo và các nhà phân tích ngành công nghiệp giải trí cho rằng quyết định tăng lên mười đề cử của AMPAS đã là một trong những lý do cho điều này.
Ba trong số mười đề cử Phim xuất sắc nhất nằm trong danh sách mười phim hàng đầu của các rạp phim vào thời điểm danh sách đề cử được công bố. Vào thời điểm công bố - ngày 2 tháng 2, Avatar là bộ phim đạt doanh thu cao nhất nằm trong đề cử, với doanh thu 596 triệu đôla Mỹ. Các phim khác cũng nằm trong số 10 phim hàng đầu và được đề cử là Up với 293 triệu đôla Mỹ, và The Blind Side với 237.9 triệu đôla Mỹ. Trong số bảy phim còn lại trong đề cử, Inglourious Basterds có doanh thu 120.5 triệu đôla Mỹ, đứng thứ tư, tiếp theo là District 9 (115.6 triệu đôla Mỹ), Up in the Air (73 triệu đôla Mỹ), Precious: Based on the Novel "Push" by Sapphire (45 triệu đôla Mỹ), The Hurt Locker (12 triệu đôla Mỹ), An Education (9.4 triệu đôla Mỹ), và cuối cùng là A Serious Man (9.2 triệu đôla Mỹ).
Trong số 50 phim đạt doanh thu cao nhất năm, 46 đề cử nằm vào 13 phim thuộc danh sách này. Chỉ có Avatar (1), Up (5), The Blind Side (8), Inglourious Basterds (25), District 9 (27), The Princess and The Frog (32), Julie & Julia (34), Up in the Air (41), and Coraline (43) nhận được đề cử cho Đạo diễn, Diễn xuất, Kịch bản, Phim hay nhất hoặc Phim hoạt hình hay nhất. Những phim khác thuộc 50 phim trên cũng nhận được đề cử là Harry Potter and the Half-Blood Prince (2), Transformers: Revenge of the Fallen (3), Star Trek (7) và Sherlock Holmes (10).

### Ý kiến bình luận
Buổi lễ nhận được nhiều ý kiến phản hồi từ các phương tiện truyền thông. Nhà phê bình điện ảnh Roger Ebert chỉ trích rằng phần thoai mở đầu của Baldwin và Martin đã "không hề gây cười chút nào  – theo một cách đáng ngạc nhiên". Tiếp sau đó ông nói rằng việc The Hurt Locker chiến thắng thật là thú vị, nhưng chọn Baldwin và Martin làm dẫn chương trình là một sai lầm. Nhà báo Mary McNamara của Los Angeles Times châm biếm rằng buổi diễn đã quá mất thời gian, rằng "Dù mọi người đã nỗ lực hết sức, giải Oscar năm nay dường như đã phải trải qua một cuộc khủng hoảng niềm tin." Nhà phê bình James Poniewozik của Time cũng chỉ trích nhịp độ không đều của buổi diễn lúc bắt đầu, đó đã là "một thất bại kinh điển của Oscar". Nhà phê bình cũng cho rằng có đến hai dẫn chương trình là một bất lợi.
Tuy nhiên buổi lễ cũng nhận được nhiều nhận xét tích cực từ các kênh thông tin khác. Bruce Fetts của Tạp chí TV Guide đã khen ngợi hai người dẫn chương trình Baldwin và Martin, "Họ nhập vào vai của mình một cách thoải mái, từ đầu đến cuối chương trình". Báo Chicago Tribune có bài tuyên dương những người thực hiện chương trình.

### Đón nhận
Có 41.62 triệu người tại Hoa Kỳ đã xem từ đầu chương trình đến hết, nghĩa là tăng 13% so với buổi lễ năm 2009. Đã có khoảng 79.78 triệu người đã xem toàn bộ hoặc một phần của buổi lễ. Chương trình cũng có chỉ số Nielsen cao hơn của hai buổi lễ trước, với 24.75% hộ gia đình theo dõi. Đây là chương trình thu hình có số người xem cao nhất kể từ Giải Oscar lần thứ 77 diễn ra vào năm 2005.
Tháng 7 năm 2010, buổi trình chiếu nhận được 12 đề cử tại Giải Primetime Emmy lần thứ 62 Tháng sau đó, buổi lễ chiến thắng một trong số các đề cử đó, tại hạng mục "Chỉ đạo nghệ thuật xuất sắc cho âm nhạc, các chủ đề khác hoặc chương trình không hư cấu" (David Rockwell và Joe Celli).

## Phần tưởng nhớIn Memoriam
Phần tưởng nhớ "In Memoriam" được sản xuất bởi Chuck Workman, được trình bày bởi nữ diễn viên Demi Moore. Trong phần này, ca sĩ James Taylor biểu diễn bài hát "In My Life" của nhóm nhạc The Beatles.
| - Patrick Swayze - Maurice Jarre - Monte Hale - Jean Simmons - Tullio Pinelli - Eric Rohmer - Ken Annakin - David Carradine - Gareth Wigan - Daniel Melnick - Howard Zieff - Dom DeLuise | - Army Archerd - Ron Silver - Brittany Murphy - Lou Jacobi - Simon Channing-Williams - Betsy Blair - Joseph Wiseman - Jack Cardiff - Kathryn Grayson - Arthur Canton - Nat Boxer | - Millard Kaufman - Roy E. Disney - Larry Gelbart - Horton Foote - Robert Woodruff Anderson - Budd Schulberg - Michael Jackson - Natasha Richardson - Jennifer Jones - David Brown - Karl Malden |

## Dư luận

### Bài diễn văn của "Phim tài liệu hay nhất"
Trong phần nhận giải của hạng mục Phim tài liệu hay nhất The Cove, các máy quay của ABC bỗng nhiên chuyển sang quay khán giả bên dưới, trong đó có người huấn luyện cá heo Ric O'Barry đang giơ cao băng-rôn ghi "Text Dolphin to 44144" ("Nhắn Cá heo đến 44144") và cảnh quay này không hề bị cắt trong nhiều giây. TV Guide đặt tên cho khoảnh khắc này là "Đoạn cắt nhanh nhất".

### Tiểu phẩm khôi hài của Sacha Baron Cohen bị hủy
Người đầu tiên được Mechanic và Shankman dự tính sẽ mời làm người dẫn chương trình trước khi bị Viện Hàn lâm từ chối, Sacha Baron Cohen, còn không được mời tham dự buổi lễ. Các nhà sản xuất sợ rằng tiểu phẩm khôi hài do ông này và Ben Stiller chuẩn bị sẵn có thể sẽ xúc phạm đến đạo diễn James Cameron. Tiểu phẩm có phần Baron Cohen mặc như một cô gái người Na'vi, và Ben Stiller phiên dịch những điều Cohen nói, kết thúc với câu nói của Cohen rằng ông đã "có thai với đứa con hoang của James Cameron". Mặc dù Cameron cho biết rằng ông không cảm thấy khó chịu khi xem tiểu phẩm này, Baron Cohen đã bị cho ra khỏi danh sách những người trao giải. Sau cùng, tiểu phẩm được Ben Stiller biểu diễn trong trang phục người Na'vi.

### Cắt bỏ phần biểu diễn Ca khúc trong phim hay nhất
Tháng 2 năm 2010, Mechanic và Shankman cho biết rằng buổi lễ sẽ không có phần biểu diễn của các đề cử giải Ca khúc trong phim hay nhất, như các năm trước đã có. Thay vào đó, năm ca khúc sẽ chỉ xuất hiện trong đoạn phim giói thiệu bộ phim chứa đựng ca khúc đó. Một vài nhà sản xuất đã phản đối hành động này, cho rằng nó đi ngược lại truyền thống của lễ trao giải Oscar.

### Thư điện tử của nhà sản xuấtThe Hurt Locker
Nicolas Chartier, một nhà sản xuất của bộ phim được đề cử Phim hay nhất The Hurt Locker, đã bị cấm tham dự buổi lễ vì đã có hành động vi phạm điều luật Oscar, sau khi Chartier gửi thư điện tử đến các nhiều người thuộc Viện Hàn lâm, khuyên họ nên bầu chọn cho phim của ông này và đừng chọn cho phim có số đề cử ngang bằng Avatar. Nhà sản xuất này sau đó đã gửi thư điện tử xin lỗi cho hành động trên.

### Quảng cáo Oscar và các vấn đề về người xem
Ngày 1 tháng 3 năm 2010, WABC-TV New York, một kênh của ABC, thông báo rằng nó có thể sẽ chấm dứt dịch vụ với công ty truyền hình cáp Cablevision vào ngày 7 tháng 3 năm 2010, vào thời điểm lễ trao giải Oscar. Kênh này đã không còn trong đường truyền của Cablevision từ 0:01 giờ ET ngày 7 tháng 3. Gần 3.1 triệu người ở New York, trung tâm truyền thông lớn nhất nước, đã không thể theo dõi buổi lễ (và các chương trình khác cùng kênh, các chương trình khác của kênh ABC), và điều này đã được dự báo sẽ là một cú đánh mạnh vào doanh nghiệp quảng cáo cũng như người xem lễ trao giải Oscar. Vào lúc 20:43 giờ ET, ba mươi phút sau khi buổi lễ bắt đầu, Cablevision mở lại đường truyền để khán giả có thể xem trực tiếp từ kênh WABC.

### Rút ngắnIn Memoriam
Lễ tưởng nhớ In Memoriam chỉ gồm 30 trong số hơn 100 người trong ngành giải trí đã qua đời trong năm trước. Trong số những người còn lại, đoạn phim đã bỏ sót Farrah Fawcett, Ed McMahon, Lou Albano, Henry Gibson, và Bea Arthur. Nhà phê bình điện ảnh Roger Ebert đã phê bình việc bỏ sót Fawcett trên Twitter. Cũng có một số sự bất đồng ý kiến khi Michael Jackson xuất hiện trong đoạn phim, vì các đóng góp cho điện ảnh của Jackson không nổi bật lắm. Danh sách những người được tưởng nhớ trong phần In Memoriam được biên tập bởi một hội đồng nhỏ của Viện Hàn lâm, không phải những nhà sản xuất.

### Bài diễn vănMusic by Prudence
Sau khi đạo diễn Shortly Roger Ross Williams của Music by Prudence bắt đầu bài trình bày nhận giải Oscar cho Phim tài liệu ngắn, ông bị cắt ngang bởi đồng đạo diễn là Elinor Burkett. Việc này đã khiến phần nói của Williams trở thành khoảnh khắc lúng túng, đáng ngượng nhất của buổi lễ, và được so sánh với việc Kanye West ngắt lời Taylor Swift khi Swift đang nhận giải Video của nữ nghệ sĩ xuất sắc nhất tại Giải Video âm nhạc của MTV năm 2009 trước đó 5 tháng.
Burkett sống ở Zimbabwe, nơi quay phần lớn bộ phim, đã kiện Williams khi bộ phim được quay hoàn tất. Cô này giải thích với Salon.com, rằng cô cũng là một người đóng góp cho bộ phim tài liệu, rằng bộ phim đã là ý tưởng của cô. "Roger chưa bao giờ nghe nói đến Zimbabwe trước khi tôi nói cho anh ta biết." Cô đã rất tức giận khi Williams và HBO chỉ chọn tập trung vào một người thay vì cả nhóm như dự định ban đầu của cô. "Tôi cảm thấy vai trò của mình đã bị bôi nhọ hết lần này đến lần khác, và nó sẽ không xảy ra lần này." Cô này chen lên khán đài vì cho rằng, mẹ của Williams đã chặn đường cô bằng cây gậy của bà.
"Cô ta làm tôi xấu hổ", Williams nói, "Tôi đã mong rằng cô ta chỉ đứng ở đó thôi. Tôi đã chuẩn bị sẵn bài diễn văn." Ông này cũng nói rằng Viện Hàn lâm đã cho biết chỉ có một người được trình bày diễn văn. Ông cũng cho biết rằng mẹ ông đơn giản chỉ là muốn lên ôm ông mà thôi.

## Phát sóng toàn cầu
A, Ă & Â
- Ả Rập Xê Út – Fox Movies
- Ai Cập – Kênh 1 & 2
- Albania – TV Klan
- Andorra – Canal+ Spain
- Áo – Pro 7 và ORF 1
- Argentina – El Trece và TNT Argentina
- Armenia – Armenia TV Channel
- Azerbaijan – AZTV
- Ấn Độ – Star Movies, Star One, và Star Plus

B
- Ba Lan – Canal +
- Bangladesh – Star Movies
- Belarus – Public National TV
- Bỉ – BE TV SA (tiếng Pháp) và Telenet (tiếng Flemish)
- Bolivia – Unitel
- Bồ Đào Nha – TVI
- Brasil – TNT và Rede Globo
- Bungary – Bulgarian National TV

C
- Canada – CTV
- Châu Phi - MNet
- Chile – La Red và TNT
- Colombia – Producciones JES
- Croatia – HRT Croatian Television

D & Đ
- Dom Tom - Canal+ France/Canal+ Horizons
- Đan Mạch – TV 2 Film và Danmarks Radio TV
- Đức – Pro 7

E
- Ecuador – Teleamazonas
- El Salvador – Canal Dos

F
- Fiji – Mai TV Fiji 1

G
- Ghana – Movie Magic, MNet
- Gruzia – Imedi TV
- Guatemala – Channel 3, Channel 7, Channel 11 và Channel 13

H
- Hà Lan – Film 1
- Hồng Kông – Pearl Channel/TVB và Star Movies
- Honduras – Compania Televisora Hondureña
- Hy Lạp – NovaCinema1

I
- Iceland – STOD 2+, 365 Media
- Indonesia – Star Movies
- Ireland – RTE và RTE 2
- Israel – Hot Cinema Channels

J
- Jamaica – Television Jamaica

L
- Liechtenstein – Pro 7
- Luxembourg – Pro 7 (tiếng Đức) và BE TV SA (tiếng Pháp)

M
- Macedonia – Kanal 5
- Malaysia – NTV 7 và Star Movies
- Maldives – Star Movies
- Mauritius – Canal+ France, Canal+ Horizons
- México – Channel 7, Channel 13, TVAzteca.com, TNT
- Monaco – Canal+ France, Channel+ Horizons
- Mông Cổ – Star Movies
- Montenegro – Atlas TV
- Mianma – Star Movies

N
- Na Uy – NRK1
- Nepal – Star Movies
- New Zealand – Sky Movies
- Nga – Channel One
- Nhật Bản – Wowow và NHK
- Nicaragua – Canal 2 Managua

P
- Pakistan – Star Movies
- Papua New Guinea – Nine Network và Star Movies
- Paraguay – Channel 9
- Peru – Frecuencia Latina
- Pháp – Canal+
- Phần Lan – Nelonen
- Philippines – Star Movies, Velvet, Studio 23, và ABS-CBN

R
- Rumani – HBO Romania

S
- Síp – Intervision Services
- Cộng hòa Séc – HBO Czech
- Serbia – Radio Television of Serbia
- Singapore – Channel 5 Media Corp và Star Movies
- Slovakia – HBO Czech
- Sri Lanka – Star Movies
- Suriname – Apintie Televisie

T
- Tây Ban Nha – Canal+, Sogecable
- Thái Lan – True Visions, và Star Movies
- Thổ Nhĩ Kỳ – NTV
- Thụy Điển – Kanal 9
- Thụy Sĩ – Canal+ France, Canal+ Horizons (tiếng Pháp) và Pro 7 (tiếng Đức)
- Trinidad và Tobago – Channel 6 CCN
- Trung Đông – Star Movies và Fox Entertainment
- Trung Quốc – Star Movies và CCTV-6 Movie Channel

U
- Úc – Nine Network và Movie Extra
- Uruguay – Teledoce

V
- Venezuela – Venevision
- Việt Nam – Đài Truyền hình Hà Nội / Star Movies
- Vương quốc Liên hiệp Anh và Bắc Ireland – Sky Movies

Y
- Ý – Sky Italia
- Nguồn:[61]